# 적분가능계
수학과 물리학에서 적분가능계(積分可能系, 영어: integrable system) 또는 가적계(可積系) 또는 가적분계(可積分系)는 대략 무한한 수의 운동 상수들이 존재하여, 완전히 풀 수 있는 계를 뜻한다. 여러 가지 정의가 있으나, 고전역학적 계의 경우 보통 리우빌 적분가능성(영어: Liouville integrability)을 의미한다.

## 리우빌 적분가능성
리우빌 적분가능성은 해밀턴 계가 가질 수 있는 한 성질이다. {\displaystyle (M,\omega ,H)}가 해밀턴 계라고 하고, {\displaystyle M}이 유한 차원이라고 하자. 만약 이 계가 ({\displaystyle H} 자체를 포함한) {\displaystyle (\dim M)/2}개의 선형독립 운동 상수(또는 운동 적분(영어: integrals of motion)) {\displaystyle F_{i}}를 가진다면, 이 계를 리우빌 적분가능(Liouville積分可能, 영어: Liouville integrable)이라고 한다. 만약 이 계가 {\displaystyle (\dim M)/2}개를 초과하는 선형독립 운동 상수들을 가진다면, 이 계를 초적분가능(超積分可能, 영어: superintegrable)이라고 한다.
만약 이 계가 {\displaystyle (\dim M)-1}개의 선형독립 운동 상수들을 가진다면, 이 계를 최대 초적분가능(最大超積分可能, 영어: maximally superintegrable)이라고 한다. 정적이지 않은 계는 {\displaystyle \dim M}개 이상의 선형독립 운동 상수들을 가질 수 없는데, 이는 초기 조건이 {\displaystyle \dim M}개 있고, 초기 시간은 운동 상수에 의하여 결정되지 않기 때문이다.

### 작용각 좌표
(리우빌) 적분가능계의 경우, 작용각 좌표(作用角座標, 영어: action–angle coordinates)라는 좌표들이 존재한다. 적분가능계 {\displaystyle (M,\omega )} ({\displaystyle \dim M=2m})가 {\displaystyle m}개의 운동 상수들을 가진다고 하자. 운동 상수들은 함수 {\displaystyle I\colon M\to B}로 나타낼 수 있다. 여기서 {\displaystyle B}는 {\displaystyle m}차원 미분다양체다. 즉, {\displaystyle M}은 {\displaystyle B} 위의 올다발을 이룬다. {\displaystyle b\in B}에 대하여, 올 {\displaystyle I^{-1}(b)=M_{b}\subset M}은 {\displaystyle M}의 라그랑주 부분 다양체를 이룬다. 즉, {\displaystyle \omega ^{-1}}의 {\displaystyle B}로의 밂(영어: pushforward)은 0이다.
{\displaystyle 0=I_{*}(\omega ^{-1})} 만약 {\displaystyle T_{b}}가 콤팩트 연결 공간이라면, {\displaystyle T_{b}}는 {\displaystyle m}차원 원환면과 미분동형이며, 이를 리우빌 원환면(영어: Liouville torus)이라고 한다.
{\displaystyle M}은 {\displaystyle B}의 국소좌표 {\displaystyle J^{i}}와, 이에 대한 정준 켤레 좌표인 {\displaystyle M_{b}}의 국소좌표 {\displaystyle w_{i}}로 좌표를 잡을 수 있다. 이를 작용각 좌표라고 한다. 여기서 {\displaystyle J^{i}}는 작용 좌표(영어: action coordinate), {\displaystyle w_{i}}를 각 좌표(영어: angle coordinate)다.

## 적분가능계의 예

### 고전역학에서의 적분가능계
위상 공간이 유한 차원인 적분가능 고전역학계들은 다음과 같은 예들이 있다. 위상 공간이 2차원인 경우에는 (해밀토니언이 운동 상수이므로) 자동적으로 적분가능하다. 위상 공간이 4차원 이상인 경우에는 적분불가능한 계들이 존재한다.

#### 조화 진동자
{\displaystyle n}차원 조화 진동자. 3차원 조화 진동자는 사실 최대 초적분가능계인데, 이는 에너지와 각운동량 이외에도 프래드킨 텐서(영어: Fradkin tensor)라는 운동 상수가 존재하기 때문이다.

#### 다체 문제
케플러 문제(영어: Kepler problem, 역제곱힘 이체 문제). 이는 사실 최대 초적분가능계이다. 이는 (이체 문제를 일체 문제로 변형시키면) 6차원 위상 공간에 정의돼 있지만, 그 운동 상수는 총 5개이기 때문이다. (이들은 에너지 {\displaystyle E}, 각운동량 {\displaystyle \mathbf {L} }, 라플라스-룽게-렌츠 벡터 {\displaystyle \mathbf {A} }이며, 이들 사이에는 {\displaystyle \mathbf {A} \cdot \mathbf {L} =0}, {\displaystyle A^{2}=m^{2}k^{2}+2mEL} 두 개의 관계가 존재한다.)
역제곱힘 {\displaystyle V(r)\propto 1/r}은 3체 이상의 경우 적분가능하지 않지만, 역세제곱힘 {\displaystyle V(r)\propto 1/r^{2}}는 임의의 수의 입자에 대하여 적분가능하다. 이는 칼로제로-모저(Calogero–Moser) 모형의 특수한 경우다. 이 밖에도, 이를 변형한 칼로제로-서덜런드(Calogero–Sutherland) 모형 등이 있다.

#### 강체
강체의 경우에는 라그랑주 팽이, 오일러 팽이, 코발렙스카야 팽이(Kovalevskaya Top) 세 개의 적분가능모형이 존재한다. 다른 강체들은 일반적으로 적분가능하지 않다.

### 적분가능 2·3차원 장론
수면파를 나타내는 장론들은 적분가능계인 경우가 많다. 이들은 솔리톤(안정된 수면파)을 포함한다.
- 코르테버흐-더프리스 방정식
- 부시네스크 방정식(영어: Boussinesq equation, 긴 파장의 비선형 수면파를 나타내는 방정식)
- KP(Kadomtsev–Petviashvili) 방정식 (2+1차원 수면파)

페르미온을 포함한 적분가능계와, 이들을 보손화하여 얻어지는 적분가능계들은 다음과 같다.
- 사인-고든 방정식(sine-Gordon equation)[8][9]과 티링 모형은 보손화로 서로 동형인 적분가능계이다.
- 도다 장론(Toda field theory)[10]
- 비선형 슈뢰딩거 방정식(nonlinear Schrödinger equation)
- 무질량 2차원 양자 전기역학 (=슈윙거 모형)
- 2차원 양자 색역학

또한, 모든 2차원 등각 장론들은 무한한 등각 대칭으로 인해 적분가능계이다. 대표적으로 다음이 있다.
- 베스-추미노-위튼 모형
- 리우빌 장론
- (초)등각 최소 모형

### 격자 모형
강자성을 나타내는 모형인 스핀 사슬(영어: spin chain)들은 다음이 있다. 이들은 상전이 근처에서 등각 장론(보통 최소 모형)을 이룬다.
- XXX 모형 (하이젠베르크 모형)[11][12]
- XXZ 모형 (하이젠베르크-이징 모형)
- XYZ 모형
- 임계 이징 모형
- 3개 상태 포츠 모형(Potts model)

이 밖에도, 도다 격자는 연속적인 변수를 가지므로 스핀 사슬이 아니지만, 1차원 결정 격자의 진동을 나타내는 적분가능계이다.

## 같이 보기
- 양-백스터 방정식(Yang–Baxter equation)
- 히친 계
- 럭스 쌍(Lax pair, 헝가리어: Lax Péter Dávid)
- 솔리톤